# José Parmigiani
José Augusto Parmigiani (23 gennaio 1981) è un ex calciatore argentino, di ruolo attaccante.

## Carriera
Inizia la carriera nelle giovanili dell'Unión (SF), che nel 2000 lo aggrega alla prima squadra, militante nella prima divisione argentina; fa il suo esordio in prima squadra con i biancorossi nel 2001, contro il Vélez Sarsfield: nella sua partita di esordio segna anche la rete del definitivo pareggio, con un colpo di testa. Rimane poi in squadra fino al 2003, e nell'arco della sua militanza gioca altre 5 partite, arrivando quindi ad un bilancio totale di 6 presenze ed una rete nella massima serie argentina. Nella stagione 2003-2004 si trasferisce al Guillermo Brown, con cui gioca per una stagione nella terza serie argentina.
Nell'estate del 2004 si trasferisce in Italia, facendosi tesserare dagli abruzzesi del Penne, con i quali nella stagione 2004-2005 disputa il campionato di Eccellenza segnandovi 15 reti in 30 presenze ed ottenendo la promozione in Serie D al termine dei play-off, ai quali la sua squadra si era qualificata dopo il terzo posto ottenuto in campionato; rimane in biancorosso anche per la stagione 2005-2006, nella quale segna 8 reti in 24 presenze nel campionato di Serie D, nel quale il Penne arriva quinto in classifica, qualificandosi quindi ai play-off. Nell'estate del 2006 Parmigiani cambia maglia e va a giocare alla R.C. Angolana, con cui nella stagione 2006-2007 segna 9 reti in 22 presenze nel campionato di Serie D, nel quale i nerazzurri abruzzesi arrivano quinti in classifica, venendo poi eliminati dal Fano nel primo turno dei play-off; rimane in nerazzurro anche nella stagione 2007-2008, che termina con 11 reti in 31 partite di campionato, che la squadra conclude al secondo posto in classifica ad un punto dalla Sangiustese, vincendo poi anche i play-off del proprio girone (contro Grottammare e Campobasso), salvo poi arrivare terza con 0 punti nel Triangolare 3, contro Alghero e Barletta.
Nell'estate del 2008 lascia la Renato Curi Angolana e scende di categoria accasandosi al Castel di Sangro, formazione abruzzese di Eccellenza, con la quale nella stagione 2008-2009 segna 5 gol in campionato; rimane in Eccellenza anche nella stagione 2009-2010, nella quale mette a segno 8 reti in campionato con la San Nicolò di Teramo. Dopo due anni in Eccellenza nel 2010 torna in Serie D, ancora una volta alla Renato Curi Angolana: nella stagione 2010-2011 realizza 12 gol in 36 partite di campionato, mentre l'anno successivo (nel quale la squadra si salva grazie alla vittoria nei play-out contro la Santegidiese) totalizza 21 presenze ed 8 reti, arrivando quindi ad un bilancio complessivo di 110 presenze e 40 reti in partite di campionato con la maglia nerazzurra. Nell'estate del 2012 dopo otto anni in Italia fa ritorno in patria, dove gioca per una stagione nella terza divisione argentina con il Sanjustino, che lascia nel 2013. Gioca poi per una stagione a livello dilettantistico nel Santa FE FC.
Nella stagione 2016-2017 torna alla R.C. Angolana. La sua prima rete in stagione è stata quella realizzata il 5 febbraio 2017 contro il Paterno a Città Sant'Angelo, partita persa 1-2.